# Siteco

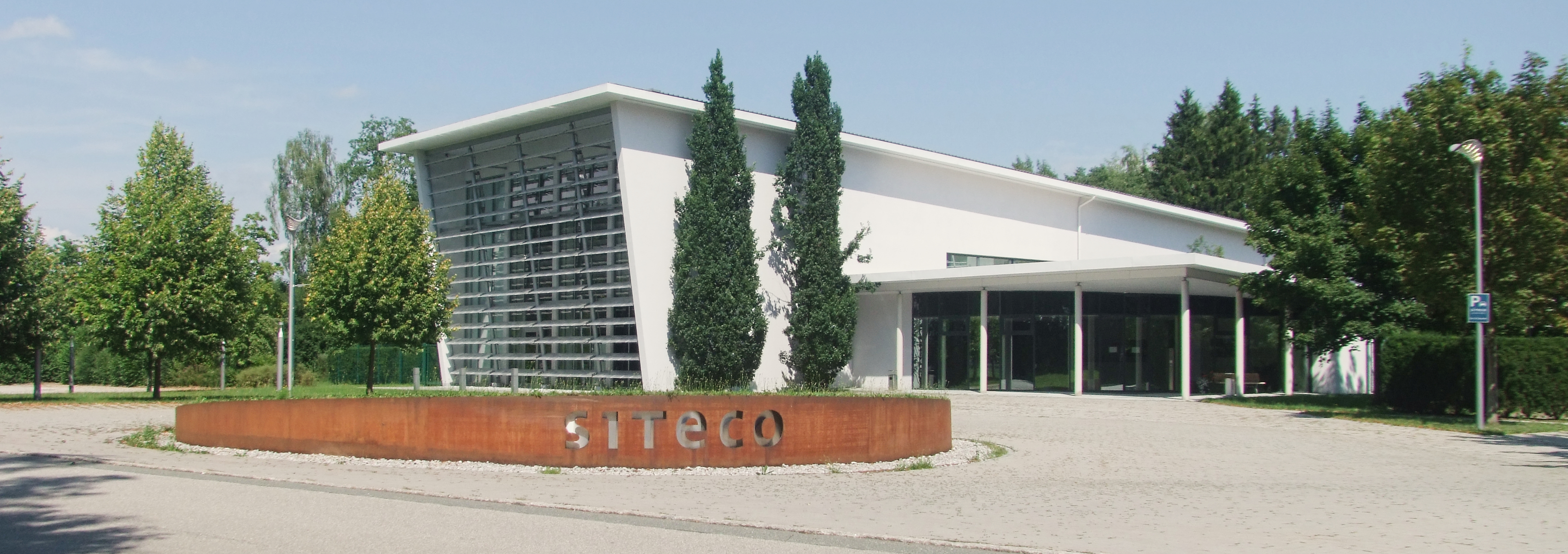
Siteco Eingangsbereich

Siteco ist ein Unternehmen in der Beleuchtungstechnik mit Sitz in Traunreut.

## Geschichte
Siteco wurde 1949 als Hausgeräte- und Leuchtenwerk der Siemens-Electrogeräte GmbH (heute BSH) mit Hauptsitz im oberbayerischen Traunreut gegründet. Die Firma gehörte bis zum Jahre 1997 zum Siemens-Konzern (Siemens Beleuchtungstechnik).
2002 wurde das Unternehmen von der Investorengruppe JPMorgan und später durch die Barclays Private Equity übernommen. Im Juli 2011 wurde die Übernahme durch die damalige Siemens-Tochter Osram abgeschlossen. Im Sommer 2018 gab Osram bekannt, sich von Siteco trennen zu wollen und einen Käufer zu suchen.
Am 25. Juni 2019 wurde der Verkauf an Stern Stewart mit Sitz in München kommuniziert. Damit wechselt Siteco wieder zu einem Finanzinvestor.
Bekannte durch Siteco beleuchtete Objekte sind das Reichstagsgebäude in Berlin, der Kaisermühlentunnel in Wien sowie der Badische Bahnhof in Basel.
Siteco zählt neben Zumtobel und Philips zu den größten Herstellern von Beleuchtungseinrichtungen wie Innen- und Außenleuchten, Lichtkonfiguratoren und Lichtmanagement.